# Інені
Інені — давньоєгипетський архітектор і державний діяч періоду Вісімнадцятої династії. Під керівництвом Інені відбувалось багато будівельних проектів під час царювання фараонів Аменхотепа I, Тутмоса I, Тутмоса II, Хатшепсут та Тутмоса III.
Інені походив з аристократичної сім'ї і починав свій шлях архітектора ще за часів Аменхотепа I, який доручив Інені розширити храмовий комплекс у Карнаку. Інені активно підтримував царицю Хатшепсут, яка протегувала мистецтвам. Імовірно, він зіграв важливу роль у її коронації у 1489 р. до н. е.